# Skeet Ulrich
Bryan Ray "Skeet" Ulrich, född 20 januari 1970 i Lynchburg, Virginia, är en amerikansk skådespelare som bland annat har huvudrollen som Jake Green i CBS-dramat Jericho och som FP Jones i den amerikanska ungdomsserien Riverdale.

## Biografi

### Tidiga liv
Ulrich föddes i Lynchburg i Virginia och växte upp i bland annat Concord i North Carolina med sin far (hans föräldrar var skilda). Han är brorson till rallyföraren Ricky Rudd. Hans styvfar är tidigare rallyföraren D.K. Ulrich. Ulrich genomgick gymnasiet vid Northwest Cabarrus High School. 

### Karriär
Han medverkade i TV-serien Jericho år 2006-2007, men han har även spelat bland annat datorhackern Kevin Mitnick i filmen "Operation Takedown". Numera aktuell i rollen som FP Jones i tv-serien Riverdale. Den 23 februari 2020 meddelade Ulrich att han skulle lämna Riverdale före femte säsongen, vilket gör säsong fyra till hans sista på serien.

### Privatliv
År 1997 gifte Ulrich sig med den engelska skådespelaren Georgina Cates, som han träffade under Academy Award. De har två tvillingar tillsammans, en son vid namn Jakob Dylan, och en dotter vid namn Naiia Rose, båda födda den 9 mars 2001. Skeet och Georgina skilde sig år 2005, och har idag gemensam vårdnad om barnen. Är numera gift sedan den 6 maj 2012 med Amelia Jackson-Gray.

## Filmografi (i urval)
| År        | Namn                         | Roll                       | Noteringar                                         |
| --------- | ---------------------------- | -------------------------- | -------------------------------------------------- |
| TV-serier |                              |                            |                                                    |
| 2017–     | Riverdale                    | FP Jones                   | Återkommande roll (säsong 1) Huvudroll (säsong 2–) |
| 2006-2007 | Jericho                      | Jake Green                 | TV-serie                                           |
| Filmer    |                              |                            |                                                    |
| 1990      | Teenage Mutant Ninja Turtles | bandit                     |                                                    |
| 1996      | Last Dance                   | Billy, Cindys bror         |                                                    |
| 1996      | Den onda cirkeln             | Chris Hooker               | Drama, Komedi, Skräck                              |
| 1996      | Boys                         | Bud Valentine              |                                                    |
| 1996      | Albino Alligator             | Danny Boudreaux            | Drama                                              |
| 1996      | Scream                       | Billy Loomis               | Skräck                                             |
| 1997      | Touch                        | Juvenal aka Charlie Lawson |                                                    |
| 1997      | Livet från den ljusa sidan   | Vincent Lopiano            | Drama                                              |
| 1998      | The Newton Boys              | Joe Newton                 | Vestern                                            |
| 1998      | A Soldier's Sweetheart       | Fossie                     | Drama                                              |
| 1999      | Chill Factor                 | Tim Mason                  |                                                    |
| 1999      | Ride with the Devil          | Jack Bull Chiles           |                                                    |
| 2000      | Takedown                     | Kevin Mitnick              |                                                    |
| 2001      | Nobody's Baby                | Billy Raedeen              |                                                    |
| 2001      | Soul Assassin                | Kevin Burke                |                                                    |
| 2001      | Kevin of the North           | Kevin Manley               | Action/Äventyr                                     |
| 2022      | Scream                       | Billy Loomis               | Återkommande vision                                |
| 2023      | Scream VI                    | Billy Loomis               | Återkommande vision                                |